# Santa Bárbara de Samaná
Samaná (ook: Santa Bárbara de Samaná) is een stad en gemeente in de Dominicaanse Republiek. Het is de hoofdstad van de gelijknamige provincie. Santa Bárbara de Samaná heeft zo'n 62.000 inwoners.

## Geschiedenis
In deze buurt vond in 1492 het eerste gewapende treffen plaats tussen de conquistadores van Christoffel Columbus en Indiaanse autochtonen. Samaná was toen nog een eiland. De stad werd gesticht in 1751. In december 1801 landde in de baai een Frans-Spaans-Nederlandse vloot onder leiding van generaal Charles Victor-Emmanuel Leclerc om Haïti en de Dominicaanse republiek te heroveren op Toussaint-L'Ouverture en de slavernij te herstellen. Napoleon Bonaparte had ook de bedoeling om het stadje, herdoopt tot Port-Napoléon, tot de hoofdstad van het hele eiland Hispaniola te maken. Na 1820 vestigden zich veel ex-slaven uit Haïti in Samaná en omstreken.
In 1946 werd het stadje door een brand verwoest. Dictator Trujillo liet bij de wederopbouw van de stad veel ronde punten en brede lanen construeren. Lange tijd was Santa Bárbara de Samaná een rustig haven- en vissersstadje geweest, waar ook kokosnoten werden verbouwd. Nu is het een toeristische trekpleister. Toeristen komen zowel in de winter (van januari tot maart kan men net buiten de baai bultrugwalvissen observeren bij het paren en het baren van hun jongen) als in de zomer (naar het chique Cayo Levantado ook bekend als Bacardi Island, of het wat populairder Las Galeras).

## Bestuurlijke indeling
De gemeente bestaat uit vier gemeentedistricten (distrito municipal):
Arroyo Barril, El Limón, Las Galeras en Samaná.

## Geboren in Santa Barbara de Samana
- Théodore Chassériau (1819-1856), Frans kunstschilder

- Library of Congress Control Number: n84009293
- Nationale Bibliotheek van Israël: 987007557513105171
- Virtual International Authority File: 145462091

Azua · Bajos de Haina · Baní · Barahona · Boca Chica · Bonao · Comendador · Cotuí · Dajabón · El Seibo · Hato Mayor · Higüey · Jimaní · La Romana · La Vega · Los Alcarrizos · Mao · Moca · Monte Cristi · Monte Plata · Nagua · Neiba · Pedernales · Puerto Plata · Sabaneta · Salcedo · Samaná · San Cristóbal · San Francisco de Macorís · San José de Ocoa · San Juan · San Pedro de Macorís · Santiago · Santo Domingo de Guzmán · Santo Domingo Este · Santo Domingo Norte · Santo Domingo Oeste